# Галіт
Галі́т — мінерал, тип солі, мінеральна (природна) форма хлориду натрію (NaCl). Часто галітом називають і осадову породу, широко відому як кам'яна сіль.

## Етимологія
Назва «halite» походить від hals дав.-гр. ἅλς — сіль та закінчення -itos -ιτος і, таким чином, означає «солоний» або «пов'язаний із сіллю».

## Загальна характеристика
Мінерал класу хлоридів, хлористий натрій координаційної будови — NaCl.
Містить 39,34 % Na, 60,66 % Cl. Домішки: Br, NH3, Mn, Cu, Ga, As, I, Ag, Ba, Tl, Pb, K, Ca, SO3.
Сингонія кубічна. Спайність досконала.
Густина 2,1—2,2. Твердість 2.
Безбарвний, прозорий, з скляним блиском. Поширений мінерал соленосних товщ.
Утворюється при осадженні у замкнених водоймах, а також як продукт згону на стінках кратерів вулканів.
Складає пласти в осадових породах лагунних та морських фацій, штокоподібні тіла в соляних куполах тощо.
Галіт в осадових породах утворився в результаті випаровування морської або солоної води озера. Величезні пласти осадових мінералів евапориту, включаючи галіт, можуть виникнути в результаті висихання замкнутих озер і обмежених морів. Такі соляні пласти можуть мати товщину в сотні метрів і лежати під широкими площами. Сьогодні галіт зустрічається на поверхні в регіонах, де випаровування перевищує кількість опадів, наприклад у солончаках басейну Бедуотер у Національному парку Долини Смерті (США).

## Поширення
Галіт поширений у всьому світі. До добре вивчених родовищ належать: в Австрії, о. Гальштадт, Зальцбург і Холл, поблизу Інсбрука, Тіроль. У Швейцарії, Німеччині, зокрема, Саксонія-Ангальт. Польщі — у Величці (поблизу Кракова) та Бохні. У Джірдженті та Ракальмуто, Сицилія, Італія. У Індії — Соляний хребет, Пенджаб. У США (штати Мічиган, Огайо, Нью-Йорк, численні соляні куполи вздовж узбережжя Мексиканської затоки; і в Пермському басейні Техасу
та Нью-Мексико).
Зокрема, у Сполучених Штатах і Канаді великі підземні пласти простягаються від басейну Аппалач у західному Нью-Йорку через частину провінції Онтаріо та під більшою частиною штату Мічиган. Інші родовища знаходяться в Огайо, Канзасі, Нью-Мексико, Новій Шотландії та Саскачевані.
Соляні куполи — це вертикальні діапіри або трубоподібні маси солі, які були по суті «витиснуті» з підстилаючих соляних пластів. Соляні куполи містять ангідрит, гіпс і самородну сірку, крім галіту і сильвіту. Вони поширені на узбережжі Мексиканської затоки в Техасі та Луїзіані і часто пов'язані з родовищами нафти. У Німеччині, Іспанії, Нідерландах, Данії, Румунії та Ірані також є соляні куполи. Соляні «льодовики» існують у посушливому Ірані, де сіль прорвалася крізь поверхню на висоті й стікає вниз. В усіх цих випадках галіт поводиться як рейдо.
Незвичайний фіолетовий галіт, що заповнює жили, зустрічається у Франції та кількох інших місцевостях. Кристали галіту утворюються дуже швидко в деяких озерах, що швидко випаровуються, що призводить до сучасних артефактів з покриттям або інкрустацією кристалів галіту. Квіти галіту — це рідкісні сталактити зі звивистих волокон галіту, які зустрічаються в деяких посушливих печерах австралійської рівнини Налларбор. Галітові сталактити та інкрустації також є на мідному руднику Квінсі в Хенкоку, штат Мічиган.

## Видобування
Найбільша в світі підземна соляна шахта належить канадській компанії Sifto. Вона виробляє понад 7 мільйонів тонн кам'яної солі на рік, використовуючи камерну систему розробки. Вона розташована за півкілометра під озером Гурон в Онтаріо, Канада. У Сполученому Королівстві є три шахти; найбільша з них знаходиться в Вінсфорд у Чеширі, виробляючи в середньому один мільйон тонн солі на рік. Соляна шахта Хевра — це найбільший продуцент галіту в регіоні, розташована поблизу Ісламабада, Пакистан. У 2003 році видобуток шахти становив 385 000 тонн солі на рік.
В Україні є декілька родовищ галіту: Солотвинське, Роменське, Слов'янське, Бахмутське і Артемівське (на Донбасі), ропа солоних озер Сивашу, озер Кінбурнського півострова. В Україні пластові родовища галіту експлуатуються на Донбасі (Артемівське, Новокарфагенське) і в Передкарпаття (Губицьке, Верхньострутинське), солянокупольні — в Дніпровсько-Донецькій западині (Єфремівське, Роменське), на Донбасі (Слов'янське) і Закарпатті (Солотвинське).

## Застосування
Галіт у вигляді кухонної солі широко використовується в кулінарії як підсилювач смаку, а також для консервування різноманітних продуктів.
Галіт також часто використовується як в житлових приміщеннях, так і в муніципалітеті для управління льодом. Оскільки розсіл (розчин води та солі) має нижчу температуру замерзання, ніж чиста вода, поміщення солі або солоної води на лід нижче призведе до його танення — цей ефект називається депресія точки замерзання. Крім того, багато міст розсипають суміш піску та солі під час та після снігової бурі, щоб покращити зчеплення з дорогою. Використання соляного розсолу є ефективнішим, ніж розсипання сухої солі, так як волога сіль краще прилипає до доріг. Інакше сіль може бути стерта через рух.
Крім протиобледеніння, кам'яна сіль іноді використовується в сільському господарстві. Прикладом цього може бути викликання сольового стресу для придушення зростання однорічної лугової трави у виробництві дерну.
У стародавні часи сіль використовувалася як форма валюти в бартерних системах і була підконтрольна виключно органам влади та призначеним ними особам.
У деяких стародавніх цивілізаціях практика засолювання землі використовувалася, щоб зробити завойовану землю ворога безплідною і негостинною як акт панування. Одне біблійне посилання на цю практику міститься в Епосі Суддів 9:45: «він убив людей у ньому, зруйнував стіну і засіяв це місце сіллю».

## Галерея

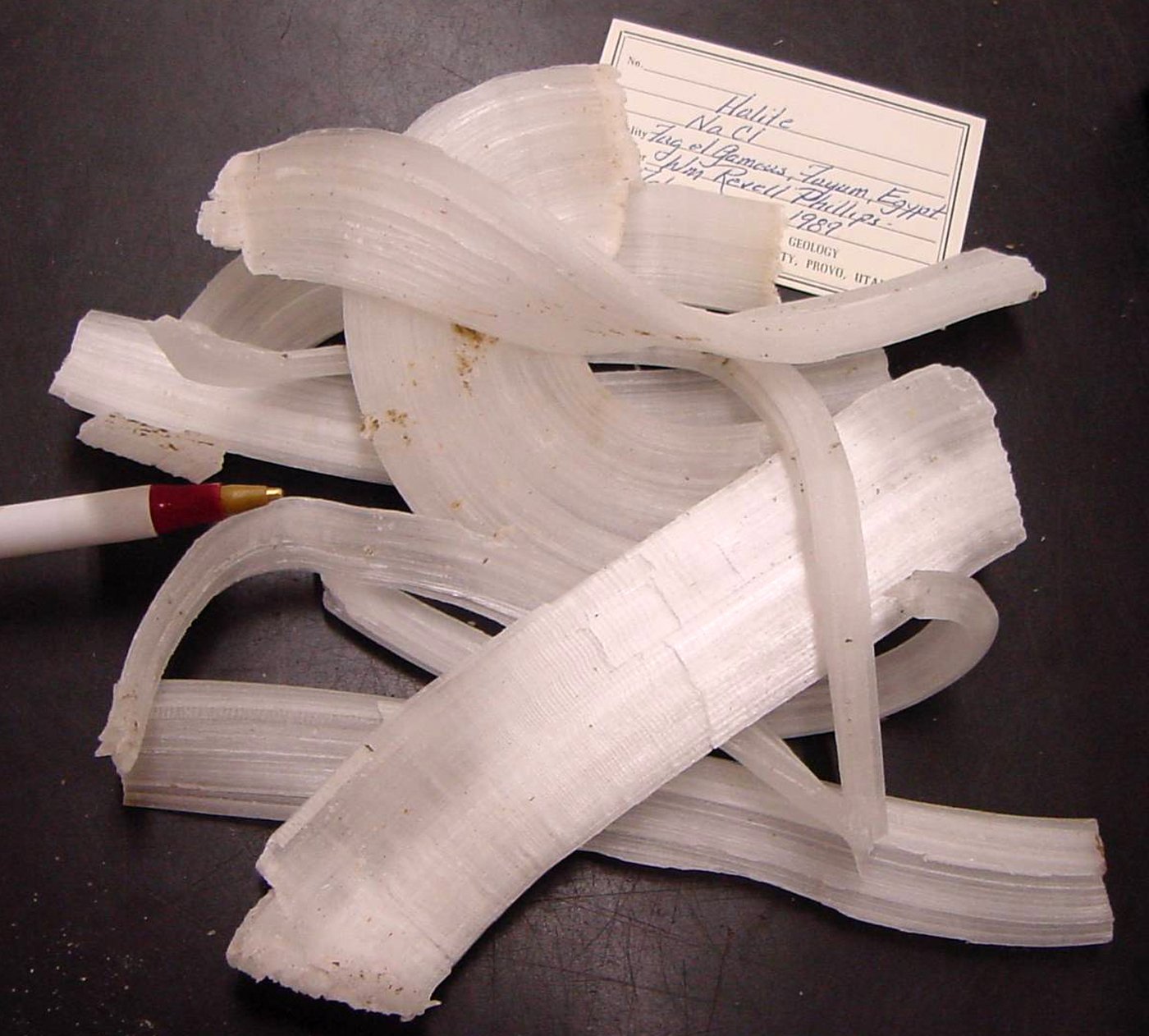
Кристал галіту, Єгипет
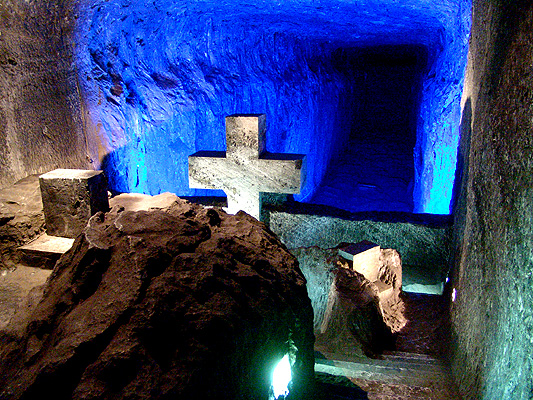
Halite carved Salt Cathedral of Zipaquirá, Колумбія
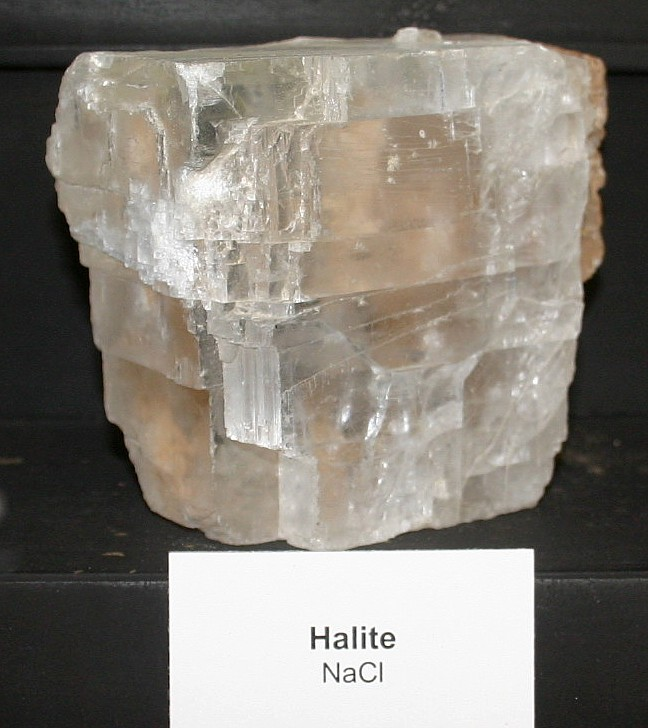
Природні кристали галіту
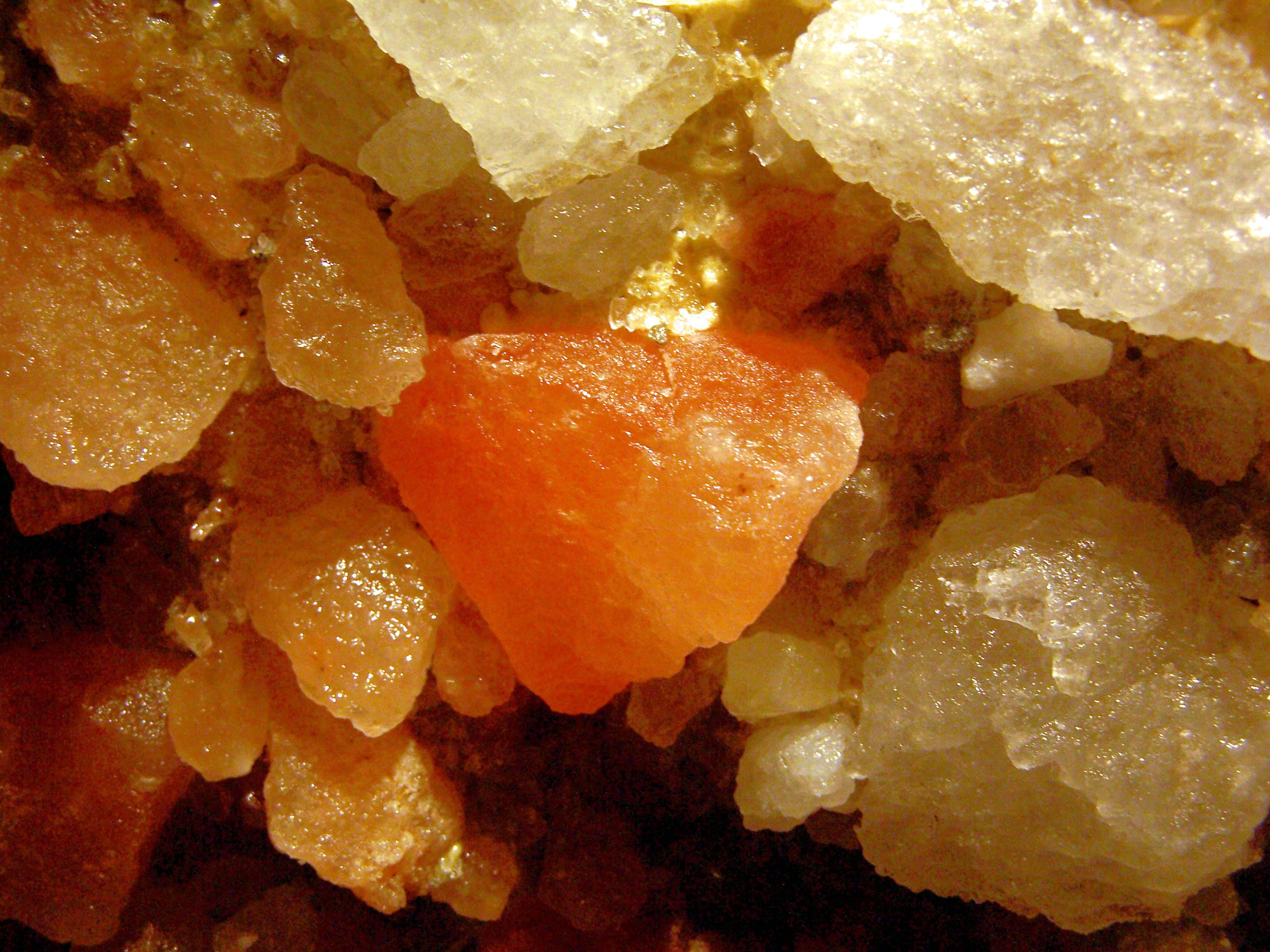
Помаранчевий галіт